# Barnaart

Familiewapen van Barnaart

Barnaart (ook: Barnaart van Bergen) is een Nederlands geslacht waarvan een lid in 1817 in de Nederlandse adel werd verheven.

## Geschiedenis
De bewezen stamreeks begint met Willem Bernart (circa 1560-1626) die, afkomstig uit het West-Vlaamse Menen zich in 1591 als kistenmaker in Haarlem vestigde. Een nakomeling van hem, Willem Philip (1781-1851) werd door keizer Napoleon op 25 november 1813 benoemd tot chevalier de l'Empire, een in het Koninkrijk der Nederlanden niet erkende titel. Bij Koninklijk Besluit van 27 september 1817, diploma 16 maart 1818, werd hij, op grond van diensten door zijn geslacht bewezen aan de Staat, verheven in de Nederlandse adel. 

### Huis Barnaart
Tussen 1803 en 1808 werd het Huis Barnaart gebouwd aan de Nieuwe Gracht te Haarlem in opdracht van jhr. Willem Philip Barnaart (1781-1851) en het was tussen 1880 en 1940 de ambtswoning van de commissaris van de Koning(in) van de provincie Noord-Holland (1880-1940).

## Enkele telgen
jhr. Willem Philip Barnaart, heer van Bergen, Zandvoort en Vogelenzang (1781-1851), raad in de vroedschap en lid gemeenteraad van Haarlem, lid provinciale en gedeputeerde staten van Noord-Holland, adjudant des konings i.b.d.
- jhr. Willem Philip Barnaart (1806-1848), kapitein artillerie
  - jhr. Casparus Govardus Johannes Barnaart (1839-1891), havenmeester te Batavia
    - jhr. Henri Cornelis Herman Barnaart (1888-1960), landbouwer op Java
      - jhr. Casparus Hubertus Johannes Barnaart van Bergen (1917-1976), stamvader van tak Barnaart van Bergen
        - jhr. Robert Johannes Barnaart van Bergen (1950), ambtenaar
          - jhr. Michael Barnaart van Bergen (1983), modeontwerper

      - jhr. Eugène François Barnaart (1959), danser en acteur
- jhr. Henry Gerard Barnaart, heer van Zandvoort (1812-1875), burgemeester en secretaris van Haarlemmerliede
  - jkvr. Maria Catharina Barnaart, vrouwe van Zandvoort (1840-1915); trouwde in 1862 met Adriaan Christiaan Jacques de Fauvage (1825-1888), kolonel infanterie
- jhr. Volkert Justus Iman Barnaart (1828-1878), hoofdingeland van Hoogheemraadschap van Rijnland
  - jkvr. Anna Barnaart, vrouwe van Vogelenzang (1856-1925); trouwde in 1891 met jhr. Lucas Gerard Boreel, heer van Vogelenzang (1852-1934), lid van de familie Boreel
- jhr. August Eduard Barnaart (1835-1900), bloembollenhandelaar
  - jhr. Willem Philip Barnaart, heer van Vogelenzang (1865-1952), bloembollenhandelaar, wethouder van Bergen, hoogheemraad van Rijnland
    - jhr. Willem Philip Barnaart, heer van Vogelenzang (1912-1993), directeur kampeercentrum Vogelenzang
      - jhr. Willem Philip Barnaart (1950-2017), lid directie kampeercentrum Vogelenzang

    - jhr. Rudolf Barnaart (1916-1997), directeur kampeercentrum Vogelenzang
      - jkvr. Wilhelmina Barnaart (1946), verpleegkundige; trouwde in 1989 met jhr. mr. Francis John Loudon (1938), oud-bankier, bewoners van Kasteel Hardenbroek